# Безкрайно множество
В теория на множествата безкрайно множество е множество, което не е крайно. Безкрайните множества могат да бъдат изброими множества и неизброими множества. Някои примери:
- множеството на целите числа {..., -1, 0, 1, 2, ...} е изброимо безкрайно множество
- множеството на реалните числа е неизброимо безкрайно множество.

|  | Тази страница частично или изцяло представлява превод на страницата Infinite set в Уикипедия на английски. Оригиналният текст, както и този превод, са защитени от Лиценза „Криейтив Комънс – Признание – Споделяне на споделеното“, а за съдържание, създадено преди юни 2009 година – от Лиценза за свободна документация на ГНУ. Прегледайте историята на редакциите на оригиналната страница, както и на преводната страница, за да видите списъка на съавторите. ВАЖНО: Този шаблон се отнася единствено до авторските права върху съдържанието на статията. Добавянето му не отменя изискването да се посочват конкретни източници на твърденията, които да бъдат благонадеждни. |